# Дюпон-Рок, Андре
Андре́ Дюпо́н-Рок (фр. Andrée Dupont-Roc; род. XX век) — французская кёрлингистка и тренер по кёрлингу.
В составе женской сборной Франции участница пяти чемпионатов мира (лучшее занятое место — шестое) и четырёх чемпионатов Европы (лучшее занятое место — четвёртое). Также участница демонстрационного турнира по кёрлингу на зимних Олимпийских играх 1988 (женская сборная Франции заняла восьмое место). Чемпионка Франции среди женщин. В составе смешанной сборной Франции участница чемпионата Европы 2006 (заняли семнадцатое место).
Играла в основном на позиции второго.

## Достижения
- Чемпионат Франции по кёрлингу среди женщин: золото (1997)[3].

## Команды
| Сезон                                          | Четвёртый        | Третий          | Второй             | Первый          | Турниры                                     |
| ---------------------------------------------- | ---------------- | --------------- | ------------------ | --------------- | ------------------------------------------- |
| 1983—84                                        | Югетт Жюльен     | Аньес Мерсье    | Андре Дюпон-Рок    | Полетт Сюльпис  | ЧМ 1984 (7 место)                           |
| 1984—85                                        | Югетт Жюльен     | Андре Дюпон-Рок | Полетт Сюльпис     | Моник Турнье    | ЧЕ 1984 (6 место)                           |
| 1984—85                                        | Югетт Жюльен     | Полетт Сюльпис  | Андре Дюпон-Рок    | Жослин Ланри    | ЧМ 1985 (8 место)                           |
| 1986—87                                        | Андре Дюпон-Рок  | Аньес Мерсье    | Катрин Лефевр      | Анник Мерсье    | ЧЕ 1986 (5 место)                           |
| 1986—87                                        | Анник Мерсье     | Аньес Мерсье    | Андре Дюпон-Рок    | Катрин Лефевр   | ЧМ 1987 (8 место)                           |
| 1987—88                                        | Аньес Мерсье     | Анник Мерсье    | Андре Дюпон-Рок    | Катрин Лефевр   | ЧЕ 1987 (4 место)                           |
| 1987—88                                        | Анник Мерсье     | Аньес Мерсье    | Андре Дюпон-Рок    | Катрин Лефевр   | ЗОИ 1988 (демо) (8 место) ЧМ 1988 (8 место) |
| 1988—89                                        | Аньес Мерсье     | Анник Мерсье    | Андре Дюпон-Рок    | Катрин Лефевр   | ЧЕ 1988 (10 место)                          |
| 1988—89                                        | Аньес Мерсье     | Катрин Лефевр   | Анник Мерсье       | Андре Дюпон-Рок | ЧМ 1989 (6 место)                           |
| Кёрлинг среди смешанных команд (mixed curling) |                  |                 |                    |                 |                                             |
| 2006—07                                        | Vianney Leudiere | Стефани Жакказ  | Jean-Xavier Cheval | Андре Дюпон-Рок | ЧЕСК 2006 (17 место)                        |

(скипы выделены полужирным шрифтом)

## Результаты как тренера национальных сборных
| Год  | Турнир                            | Сборная           | Место |
| ---- | --------------------------------- | ----------------- | ----- |
| 1998 | Чемпионат Европы по кёрлингу 1998 | Франция (мужчины) | 13    |
| 1998 | Чемпионат Европы по кёрлингу 1998 | Франция (женщины) | 8     |